# A Torre em Concurso
A Torre em Concurso é uma comédia de costumes em três atos no estilo burlesco, escrita por Joaquim Manuel de Macedo. 

## Enredo
A administração de um curato determina a abertura de concurso para a contratação de engenheiro com fins de construção de uma torre para a igreja local. Por determinação do edital, o engenheiro deveria ser de procedência inglesa.
Por não haver quem entendesse inglês na cidade, dois malandros, Crespim e Pascoal, vindos de fora da cidade, decidem se passar por ingleses e competir pelo direito de construir a torre, mesmo sem ser engenheiros, para obter dinheiro fácil. Ambos fingiam falar em inglês usando palavras falsas, e embora ambos soubessem que o outro também era um farsante, nenhum dos dois ousava desmascarar o adversário temendo também ser descoberto.
Há várias cenas na peça que fazem comédia de situações da vida do interior da época, incluindo críticas sociais, de costumes, e de situações comuns do dia a dia. Há também um tom de sátira política na obra. Por exemplo, a decisão de que o engenheiro contratado deveria ser de uma nacionalidade específica apenas por ser considerado "melhor" do que outras nacionalidades (sendo apenas uma preferência pessoal da comissão que possuía o poder de decisão); ou comentários de que certas opiniões só deveriam ser levadas em consideração se a pessoa em questão fosse um "eleitor influente".